# Adobe Contribute
Adobe Contribute es un editor de páginas web desarrollado por Adobe Systems, el cual originalmente estuvo desarrollado por Macromedia. A diferencia de Dreamweaver, las personas con pocas nociones de programación pueden usarlo sin grandes problemas. Se incluyó hasta la versión de Creative Suite, la CS5.5.
Opera en un modelo cliente-servidor, es decir, el sitio web al que contribuye (de ahí su nombre) debe admitir la aceptación de adiciones o ediciones desde la aplicación y poder verificar que la persona que lo realiza está realmente autorizada.

## Características
- Evita la necesidad de tener múltiples programas para llevar a cabo tareas simples tales como corrección de gramática, e.g. edición de texto, FTP, etc.
- Varios usuarios pueden actualizar un sitio dado simultáneamente. Chequea si la página que está tratando de corregir ya está siendo editada por otros para así prevenir conflictos en la versión de las páginas. También tiene un recuperador de páginas que permite la fácil recuperación de posibles problemas.
- Los administradores pueden asegurarse de que el estilo, código, e integridad del sitio web se mantiene mientras le permite a los usuarios actualizar el contenido del sitio web.
- Los administradores pueden asignar diferentes permisos de edición para usuarios: por ejemplo, algunos usuarios solo serán capaces de editar el texto en la página, mientras otros podrían tener más opciones.
- Las plantillas creadas con Adobe Dreamweaver pueden ser usadas en Contribute, también destaca que hay buena compatibilidad entre las páginas creadas en ambos programas.
- Permite mantener el contenido de un sitio web o un blog con una sola aplicación.
- Permite un manejamiento múltiple de cuentas de blogs y también la creación de entradas de blog desconectado.
- Es una aplicación del lado del cliente. Esto significa que solo será capaz de editar un sitio web en una computadora que tenga Contribute.
- Requiere que cada usuario tenga licencia. Esto puede ser un costoso proceso si hay muchos usuarios para actualizar un sitio web.
- Es una herramienta de edición de sitios web, no una herramienta de desarrollo. Una herramienta de desarrollo es todavía requerida para construir el diseño del sitio web inicial (usualmente usando plantillas de Dreamweaver).
- Edita una página a la vez, haciendo complejo el diseño de elementos tales como menús de navegación difíciles de manejar sino son controladores a través de una fuente única, como una base de datos, Server Side Includes, o un archivo XML.
- Actualizar un sitio web puede ser un proceso mucho más lento que usando una herramienta orientada al desarrollo, tales como Adobe Dreamweaver y un programa FTP como FileZilla, porque cada página debe ser descargada y subida individualmente.
- Los usuarios no pueden acceder al código fuente, por lo tanto cualquier función de código debe ser editada en un programa secundario como Dreamweaver. Una nueva función en las versiones más recientes permite a los usuarios añadir código HTML usando la función "HTML Snippet". Sin embargo, esta función necesita ser habilitada por el administrador.
- Vincula documentos a un compartidor de archivos, lo cual es útil para sitios Web en intranet pero no son posibles a través de la interfaz WYSIWYG;  Automáticamente sube un duplicado del archivo al servidor Web al menos que el usuario haya insertado los datos directamente en el código fuente del vínculo usando la función "HTML Snippet".
- Soporte para el programa de WordPress y Blogger.

## Discontinuación
El 27 de enero de 2017, Adobe Systems anunció que cesaría el desarrollo de Contribute junto con Adobe Director. Las ventas dieron su cierre el 1 de febrero, convirtiéndose tanto Contribute como Director en el tercer y el cuarto productos originario de Macromedia en descontinuarse, tras FreeHand y Fireworks.
Una posible razón a esto es que a día de hoy los sitios y aplicaciones web están pensadas para funcionar en una gran variedad de dispositivos dejando atrás los plugins de licencias propietarias.